# Serbien beim Junior Eurovision Song Contest
Teilnehmende Rundfunkanstalt

Erste Teilnahme
2006
Anzahl der Teilnahmen
14 (Stand 2022)
Höchste Platzierung
3 (2007, 2010)
Höchste Punktzahl
120 (2007)
Niedrigste Punktzahl
14 (2016)
Punkteschnitt (seit erstem Beitrag)
71,25 (Stand 2020)
Punkteschnitt pro abstimmendem Land im 12-Punkte-System
4,30 (Stand 2015)
Dieser Artikel befasst sich mit der Geschichte Serbiens als Teilnehmer am Junior Eurovision Song Contest.

## Vorentscheide
Von 2006 bis 2010 fand jedes Jahr eine Vorentscheidung mit der Bezeichnung Izbor za dečju pesmu Evrovizije statt. 2014 bis 2016 wurden der Interpret und Beitrag intern gewählt, während man 2017 wieder zu einem Vorentscheid zurückkehrte.

## Teilnahme am Wettbewerb

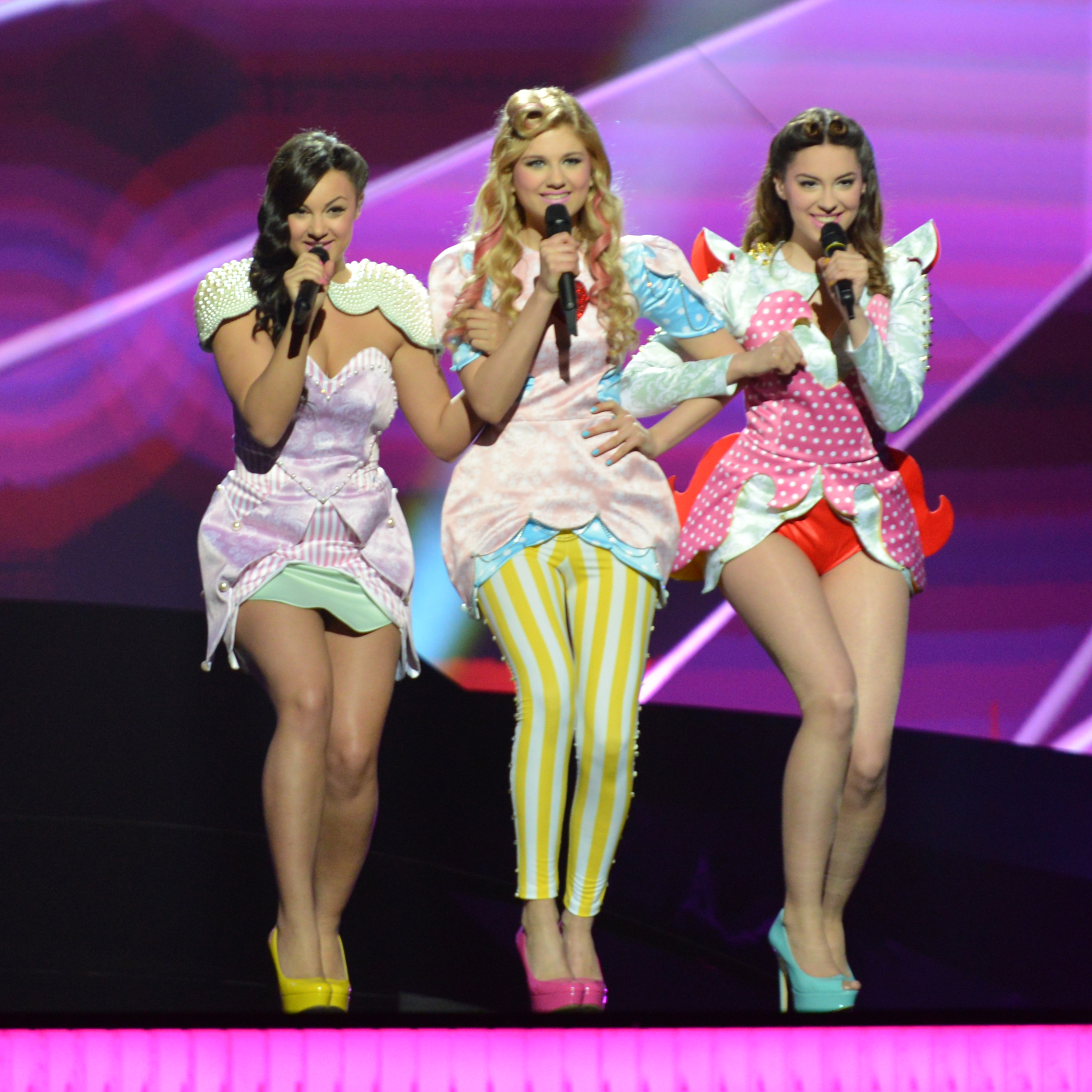
Nevena Božović (Mitte) wurde 2007 Dritte und trat 2013 als Teil von „Moje 3“ beim ESC an

Serbien ist neben Belarus eines von zwei Ländern, das bereits vor der ersten ESC-Teilnahme am JESC teilgenommen hatte. Nach einem fünften Platz beim Debüt 2006 (der bis heute der JESC-Beitrag mit den meisten Sprachen ist, er enthält neben Serbisch die Sprachen Englisch, Französisch, Deutsch, Italienisch, Spanisch, Russisch und Japanisch) erreichte man 2007 mit Nevena Božović den dritten Platz, der auch 2010 mit Sonja Škorić erreicht wurde. Nevena Božović ist neben den Tolmatschowa-Schwestern, Michele Perniola und Anita Simoncini eine von wenigen Interpreten, die sowohl am Junior Eurovision Song Contest als auch am Eurovision Song Contest teilnahmen. 2014 kehrte Serbien nach einer dreijährigen Pause zum JESC zurück. Dort erreichte man mit 61 Punkten den zehnten Platz, Lena Stamenković kam 2015 auf Platz 7. 2016 wurde Serbien erstmals überhaupt bei einer Eurovisions-Show Letzter, was das schlechteste Ergebnis des Landes beim JESC darstellt. Im Folgejahr 2017 sowie 2019 belegte man mit Platz 10 wieder eine Platzierung unter den ersten Zehn. 2018 und 2020 reichte es dann nur für einen vorletzten Platz. 2021 belegte man mit Platz 13 eine Platzierung im mittleren Feld. 2022 belegte man ebenfalls den 13. Platz.
Serbien konnte bislang den Wettbewerb noch nicht gewinnen. Hinzu kommt ein letzter Platz sowie zwei vorletzte Plätze. Hingegen erreichte das Land drei Mal die Top Fünf. Somit gehört das Land zu den durchschnittlich erfolgreichen Teilnehmern beim JESC.

## Liste der Beiträge
| Jahr      | Interpret                                                              | Titel (Musik / Text)                                                                         | Sprache                                                                              | Übersetzung                         | Platz Teilnehmer (gesamt) | Punkte                   |
| --------- | ---------------------------------------------------------------------- | -------------------------------------------------------------------------------------------- | ------------------------------------------------------------------------------------ | ----------------------------------- | ------------------------- | ------------------------ |
| 2006      | Neustrašivi Učitelji Stranih Jezika Неустрашиви учитељи страних језика | Učimo strane jezike (Учимо стране језике) (Neustrašivi Učitelji Stranih Jezika)              | Serbisch, Englisch, Französisch, Deutsch, Italienisch, Spanisch, Russisch, Japanisch | Wir lernen Fremdsprachen            | 5 / 15                    | 81                       |
| 2007      | Nevena Božović Невена Божовић                                          | Piši mi (Пиши ми) (Nevena Božović)                                                           | Serbisch                                                                             | Schreib mir                         | 3 / 17                    | 120                      |
| 2008      | Maja Mazić Маја Мазић                                                  | Uvek kad u nebo pogledam (Увек кад у небо погледам) (Maja Mazić)                             | Serbisch                                                                             | Wann immer ich in den Himmel schaue | 12 / 15                   | 37                       |
| 2009      | Ništa Lično Ништа лично                                                | Onaj pravi (Онај прави) (Ništa Lično)                                                        | Serbisch                                                                             | Der echte                           | 10 / 13                   | 34                       |
| 2010      | Sonja Škorić Соња Шкорић                                               | Čarobna noć (Чаробна ноћ) (Sonja Škorić)                                                     | Serbisch                                                                             | Magische Nacht                      | 3 / 14                    | 113                      |
| 2011-2013 | Auf Teilnahme verzichtet                                               | Auf Teilnahme verzichtet                                                                     | Auf Teilnahme verzichtet                                                             | Auf Teilnahme verzichtet            | Auf Teilnahme verzichtet  | Auf Teilnahme verzichtet |
| 2014      | Emilija Đonin Емилија Ђонин                                            | Svet u mojim očima (Свет у мојим очима) (Emilija Đonin, Dragan Ilić, Nikola Čuturilo)        | Serbisch                                                                             | Die Welt in meinen Augen            | 10 / 16                   | 61                       |
| 2015      | Lena Stamenković Лена Стаменковић                                      | Lenina pesma (Ленина песма) (Leontina Vukomanović, Lena Stamenković)                         | Serbisch                                                                             | Lenas Lied                          | 7 / 17                    | 79                       |
| 2016      | Dunja Jeličić Дуња Јеличић                                             | U la la la (У ла ла ла) (Vladimir Graić / Leontina Vukomanović, Dunja Jeličić)               | Serbisch                                                                             | Oh la la la                         | 17 / 17                   | 14                       |
| 2017      | Irina Brodić & Jana Paunović Ирина Бродић и Јана Пауновић              | Ceo svet je naš (Цео свет је наш) (Ognjen Cvekić, Lejla Hot, Irina Brodić, Jana Paunović)    | Serbisch                                                                             | Die ganze Welt gehört uns           | 10 / 16                   | 92                       |
| 2018      | Bojana Radovanović Бојана Радовановић                                  | Svet (Cвет) (Maria Marić Marković, Bojana Radovanović)                                       | Serbisch                                                                             | Welt                                | 19 / 20                   | 30                       |
| 2019      | Darija Vračević Дарија Врачевић                                        | Podigni glas (Подигни глас) (Aleksandra Milutinović / Leontina Vukomanović, Darija Vračević) | Serbisch, Englisch                                                                   | Erhebe die Stimme                   | 10 / 19                   | 109                      |
| 2020      | Petar Aničić Петар Аничић                                              | Otkucaj (Откуцај) (Vladimir Graić / Leontina Vukomanović, Petar Aničić)                      | Serbisch, Englisch                                                                   | Herzschlag                          | 11 / 12                   | 85                       |
| 2021      | Jovana & Dunja                                                         | Children's Eyes (Ana Frlin)                                                                  | Serbisch                                                                             | Kinderaugen                         | 13 / 19                   | 86                       |
| 2022      | Katarina Savić                                                         | Svet Bez Granica M/T: Ivana Dragićević                                                       | Serbisch                                                                             | Welt ohne Grenzen                   | 13 / 16                   | 92                       |
| seit 2023 | Auf Teilnahme verzichtet                                               | Auf Teilnahme verzichtet                                                                     | Auf Teilnahme verzichtet                                                             | Auf Teilnahme verzichtet            | Auf Teilnahme verzichtet  | Auf Teilnahme verzichtet |

## Punktevergabe
Folgende Länder erhielten die meisten Punkte von oder vergaben die meisten Punkte an Serbien:
| Die meisten vergebenen Punkte | Die meisten vergebenen Punkte | Die meisten vergebenen Punkte |
| Platz                         | Land                          | Punkte                        |
| ----------------------------- | ----------------------------- | ----------------------------- |
| 1                             | Russland                      | 52                            |
| 2                             | Nordmazedonien                | 38                            |
| 3                             | Armenien                      | 24                            |
| 3                             | Belarus                       | 24                            |
| 5                             | Niederlande                   | 23                            |

| Die meisten erhaltenen Punkte | Die meisten erhaltenen Punkte | Die meisten erhaltenen Punkte |
| Platz                         | Land                          | Punkte                        |
| ----------------------------- | ----------------------------- | ----------------------------- |
| 1                             | Nordmazedonien                | 50                            |
| 2                             | Schweden                      | 29                            |
| 3                             | Ukraine                       | 28                            |
| 4                             | Russland                      | 26                            |
| 5                             | Niederlande                   | 23                            |

Stand: 2014